# Marko Rajamäki
Marko Rajamäki (ur. 3 października 1968 w Göteborgu) – piłkarz fiński grający na pozycji napastnika. W swojej karierze rozegrał 16 meczów w reprezentacji Finlandii i strzelił w nich 3 gole.

## Kariera klubowa
Karierę piłkarską Rajamäki rozpoczął w klubie Turun Palloseura. W 1986 roku awansował do kadry pierwszego zespołu i w tamtym sezonie zadebiutował w nim w pierwszej lidze fińskiej. Od 1987 roku był podstawowym zawodnikiem TPS. W 1991 roku zdobył z nim Puchar Finlandii. W 1993 roku odszedł do MyPa-47. W 1993 i 1994 roku wywalczył z nim wicemistrzostwo Finlandii.
W 1994 roku Rajamäki przeszedł do szkockiego zespołu Greenock Morton. Przez trzy sezony grał w nim w szkockiej First Division. W 1997 roku odszedł do niemieckiego drugoligowca, FSV Zwickau, w którym spędził cały sezon 1997/1998. W 1998 roku ponownie wyjechał do Szkocji i w sezonie 1998/1999 grał najpierw w Livingston, a następnie w Hamilton Academical.
W 1999 roku Rajamäki wrócił do Finlandii. Został zawodnikiem Interu Turku. W 2000 roku grał w TPS Turku, w 2001 roku – w SalPa Salo, a w 2002 roku – ponownie w TPS. W tamtym roku zakończył karierę piłkarską.
| Sezon   | Klub                | Kraj      | Rozgrywki       | Mecze | Bramki |
| ------- | ------------------- | --------- | --------------- | ----- | ------ |
| 1986    | Turun Palloseura    | Finlandia | Veikkausliiga   | 1     | 0      |
| 1987    | Turun Palloseura    | Finlandia | Veikkausliiga   | 21    | 4      |
| 1988    | Turun Palloseura    | Finlandia | Veikkausliiga   | 26    | 10     |
| 1989    | Turun Palloseura    | Finlandia | Veikkausliiga   | 27    | 11     |
| 1990    | Turun Palloseura    | Finlandia | Veikkausliiga   | 25    | 14     |
| 1991    | Turun Palloseura    | Finlandia | Veikkausliiga   | 33    | 10     |
| 1992    | Turun Palloseura    | Finlandia | Veikkausliiga   | 33    | 11     |
| 1993    | MyPa-47             | Finlandia | Veikkausliiga   | 27    | 10     |
| 1994    | MyPa-47             | Finlandia | Veikkausliiga   | 26    | 16     |
| 1994/95 | Greenock Morton     | Szkocja   | First Division  | 25    | 14     |
| 1995/96 | Greenock Morton     | Szkocja   | First Division  | 36    | 11     |
| 1996/97 | Greenock Morton     | Szkocja   | First Division  | 33    | 4      |
| 1997/98 | FSV Zwickau         | Niemcy    | 2. Bundesliga   | 18    | 1      |
| 1998/99 | Livingston          | Szkocja   | Second Division | 5     | 0      |
| 1998/99 | Hamilton Academical | Szkocja   | Third Division  | 8     | 0      |
| 1999    | Inter Turku         | Finlandia | Veikkausliiga   | 21    | 2      |
| 2000    | Turun Palloseura    | Finlandia | Veikkausliiga   | 31    | 10     |
| 2001    | SalPa Salo          | Finlandia | III. liga       | 27    | 12     |
| 2002    | Turun Palloseura    | Finlandia | Veikkausliiga   | 14    | 0      |

## Kariera reprezentacyjna
W reprezentacji Finlandii Rajamäki zadebiutował 20 stycznia 1993 roku w zremisowanym 0:0 meczu Pucharu Nehru 1993 z Indiami. W swojej karierze grał w eliminacjach do MŚ 1994 i Euro 96. Od 1993 do 1995 roku rozegrał w kadrze narodowej 16 meczów i strzelił w nich 3 gole.

## Kariera trenerska
W styczniu 2010 został trenerem Turun Palloseura. W maju 2014 objął posadę szkoleniowca Kuopion Palloseura.